# Place de Paris (Québec)
Pour les articles homonymes, voir Place de Paris.
La place de Paris de la ville de Québec est un espace urbain localisé dans la zone portuaire reliant la place des Canotiers et la place Royale et se trouve située près de la Batterie royale dans le Vieux-Québec, bordée par la rue Dalhousie et la rue du Marché-Finlay.

## Historique
L'endroit ayant nécessité de nombreux aménagements depuis le 17e siècle, dont la construction de quais pour l'accueil des nouveaux arrivants et de marchandises, a vu sa transformation se poursuivre au 19e siècle avec la présence d'une halle de marché jouxtant un débarcadère public dès 1817. Une partie du lieu a accueilli par la suite un marché aux fleurs jusqu'en 1957, année où l'endroit sera converti en stationnement public,. De nouveaux travaux furent entrepris par la suite et sept ans après l'inauguration de la place du Québec, à Paris, fut inaugurée, en 1987, la place de Paris à Québec avec le dévoilement d'une sculpture offerte à la ville de Québec par la ville de Paris intitulée "Dialogue avec l'histoire". En 2015, cette œuvre d'art dut être retirée pour des raisons de sécurité. Après des travaux de réaménagement qui ont débuté à l'été 2019, le nouvel espace fut inauguré le 14 juillet 2020, jour de la fête nationale française, et occupe désormais une  superficie d’environ 2 500 m2,.